# West Wind Aviation
West Wind Aviation Limited Partnership era una aerolínea con sede en Saskatchewan.

## Destinos

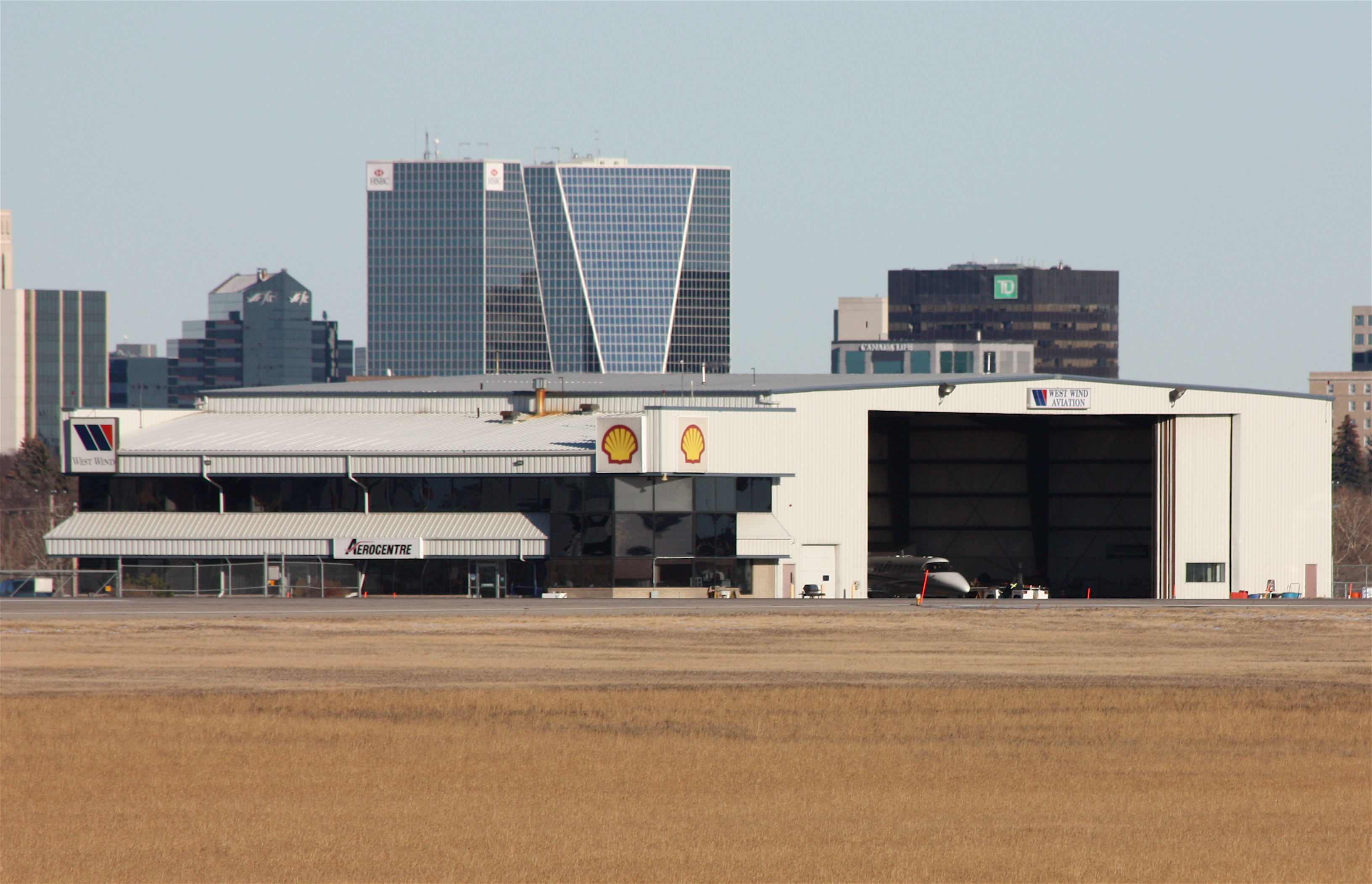
Hangar de West Wind en Regina

Bajo su marca ExpressAir, West Wind anteriormente ofrecía un servicio regular entre Regina, Saskatoon y Prince Albert. El servicio en el norte de Saskatchewan y Nunavut se brindó bajo la bandera de Pronto Airways. En 2015, West Wind Aviation absorbió Osprey Wings, que se estableció en 1979.
Su principal rival comercial era Transwest Air, con sede en Prince Albert, que se convirtió en una subsidiaria de West Wind Aviation el 1 de julio de 2016, y Transwest opera todos los vuelos programados. 
En enero de 2021, se anunció que West Wind Aviation se fusionará con Transwest Air y pasará a llamarse Rise Air.

## Flota
En febrero de 2020, West Wind Aviation tenía las siguientes aeronaves registradas en Transport Canada. 
| Aircraft                             | Number | Variants               | Notes |
| ------------------------------------ | ------ | ---------------------- | --- |
| ATR 42                               | 3      | 300 series, 320 series | Con capacidad de 44 a 46 pasajeros. |
| Beechcraft 1900                      | n/a    | 1900C, 1900D           | 19 pasajeros, y es lo suficientemente versátil como para aterrizar en pistas de aterrizaje de grava y pavimento. No está en la lista de Transport Canada. |
| Beechcraft Super King Air            | n/a    | 200 series             | 8 pasajeros, se usa mayormente para MEDIVAC. No está en la lista de Transport Canada                                                                      |
| de Havilland Canada DHC-6 Twin Otter | n/a    | 300 series             | Capacidad de 19 a 20 pasajeros. No está en el listado de Transport Canadá.                                                                                |

## Servicios
West Wind opera operaciones de base fija en los aeropuertos de Saskatoon y Regina bajo la franquicia AeroCentre de Shell Canada. Bajo la marca International Air Services, West Wind proporciona servicios de terminal aeroportuaria a aerolíneas chárter e internacionales en los aeropuertos de Saskatoon, Regina y Winnipeg. Además, bajo la marca Lancaster Fuel, la empresa proporciona combustible de aviación a aeropuertos más pequeños y operadores privados en la provincia. 

## Accidentes
- El Vuelo 282 de West Wind Airlines, un avión ATR-42 se estrelló con 22 pasajeros y 3 tripulantes a bordo en Fond-du-Lac, aproximadamente a 1 km del aeropuerto, inmediatamente después de despegar del aeropuerto, el 13 de diciembre de 2017. El avión fue destruido pero todos a bordo sobrevivieron inicialmente, 1 pasajero murió a causa de sus heridas 12 días después.[5]

## Suspensión de certificado
El 22 de diciembre de 2017, Transport Canada suspendió el certificado de operador aéreo de West Wind Aviation. Transport Canada citó el motivo en un comunicado de prensa que indica que la aerolínea tiene deficiencias en su sistema de gestión de seguridad. Transport Canada también mencionó que la aerolínea perdió su Certificado de Operador en aras de la seguridad pública. "En interés de la seguridad pública, Transport Canada suspendió el Certificado de Operador Aéreo de West Wind Aviation y no permitirá que la compañía reanude su servicio aéreo comercial hasta que demuestre el cumplimiento de las normas de seguridad de la aviación".
Transport Canada restableció la licencia de West Wind para operar el 8 de mayo de 2018. Desde entonces, las operaciones se han reanudado.